# Associazione Calcio Forlì 1982-1983
Questa voce raccoglie le informazioni riguardanti l'Associazione Calcio Forlì nelle competizioni ufficiali della stagione 1982-1983.

## Stagione
Nella stagione 1982-1983 si chiudono i nove anni di presidenza di "Vulcano" Giovanni Bianchi, si ammaina malinconicamente la sua luminosa era alla guida del Forlì, con la retrocessione in Serie C2 e l'ultimo posto in classifica nel girone A della Serie C1. Sulla panchina biancorossa arriva l'esperto Angelo Becchetti, ma la società per le difficoltà economiche è costretta a privarsi dei giocatori che hanno mercato.
Della vecchia guardia restano a Forlì solo Renato Luchitta, Ciccio Della Monica, e Maurizio Schincaglia, tra i giovani arrivano a Forlì alcuni interessanti profili, il portiere Sebastiano Rossi diciottenne ma anche inesperto in questa stagione, con una decina di presenze, diventerà un grande portiere facendo le fortune del Milan, con lui un altro giovane regista, il veneto Gabriele Pin che tra alcuni anni guiderà il centrocampo della Juventus. La squadra non ingrana, ottenendo solo cinque vittorie su trentaquattro partite di campionato, miseramente cenerentola del torneo.
Nella Coppa Italia di Serie C il Forlì disputa il girone N di qualificazione, che promuove ai sedicesimi di finale il Fano.

## Rosa
| N. |                    | Ruolo | Calciatore             |
| -- | ------------------ | ----- | ---------------------- |
|    | Italia (bandiera)  | D     | Paolo Ammoniaci        |
|    | Italia (bandiera)  | D     | Roberto Andreoli       |
|    | Italia (bandiera)  | A     | Francesco Attanasi     |
|    | Italia (bandiera)  | C     | Antonio Baldoni        |
|    | Italia (bandiera)  | D     | Alfonso Bertozzi       |
|    | Italia (bandiera)  | C     | Giancarlo Ceccarelli   |
|    | Italia (bandiera)  | D     | Gino Cossaro           |
|    | Brasile (bandiera) | C     | Sidney Cuhna           |
|    | Italia (bandiera)  | C     | Francesco Della Monica |
|    | Italia (bandiera)  | P     | Fabrizio Deogratias    |
|    | Italia (bandiera)  | C     | Raffaele Di Lisio      |
|    | Italia (bandiera)  | C     | Daniele Falaschi       |
|    | Italia (bandiera)  | D     | Mirko Fantini          |
|    | Italia (bandiera)  | D     | Giancarlo Galdiolo     |

| N. |                   | Ruolo | Calciatore           |
| -- | ----------------- | ----- | -------------------- |
|    | Italia (bandiera) | C     | Renato Luchitta      |
|    | Italia (bandiera) | D     | Antonio Matteoni     |
|    | Italia (bandiera) | C     | Giovanni Milanesi    |
|    | Italia (bandiera) | P     | Raffaele Montalti    |
|    | Italia (bandiera) | D     | Alessandro Onofri    |
|    | Italia (bandiera) | A     | Emilio Pessina       |
|    | Italia (bandiera) | C     | Gabriele Pin         |
|    | Italia (bandiera) | A     | Paolo Piras          |
|    | Italia (bandiera) | P     | Sebastiano Rossi     |
|    | Italia (bandiera) | C     | Manuel Saccomandi    |
|    | Italia (bandiera) | D     | Oreste Santin        |
|    | Italia (bandiera) | A     | Maurizio Schincaglia |
|    | Italia (bandiera) | A     | Mauro Viviani        |
|    | Italia (bandiera) | A     | Severino Zanotti     |

## Risultati

### Serie C1

#### Girone di andata
| Forlì 19 settembre 1982 1ª giornata | Forlì             | 0 – 0 | Trento | Stadio Tullo Morgagni\| Arbitro: \| Marchese (Napoli) \| |
| Arbitro:                            | Marchese (Napoli) |       |        |                                                          |

| Arbitro: | Dal Forno (Ivrea) |

|                          |           |  |
| Pezzato 32’ Conforto 71’ | Marcatori |  |

| Arbitro: | Pellicanò (Reggio Calabria) |

|                            |           |                         |
| S. Zanotti 34’ Baldoni 69’ | Marcatori | 37’ Gritti 40’ Cozzella |

| Arbitro: | Betti (Siena) |

|                        |           |  |
| Tappi 39’ Cavaglià 74’ | Marcatori |  |

| Forlì 17 ottobre 1982 5ª giornata | Forlì        | 0 – 0 | Sanremese | Stadio Tullo Morgagni\| Arbitro: \| Bin (Torino) \| |
| Arbitro:                          | Bin (Torino) |       |           |                                                     |

| Arbitro: | Amendolia (Messina) |

|                                       |           |  |
| Gabriellini 4’, 21’ (rig.) Marchi 76’ | Marcatori |  |

| Arbitro: | Greco (Lecce) |

|                                         |           |  |
| Della Monica 30’ Pin 44’ S. Zanotti 58’ | Marcatori |  |

| Arbitro: | Ramicone (Tivoli) |

|                                 |           |  |
| Panizza 28’ (rig.) Lombardi 69’ | Marcatori |  |

| Arbitro: | Lussana (Bergamo) |

|  |           |                      |
|  | Marcatori | 12’ Donà 53’ Perrone |

| Arbitro: | Pellicanò (Reggio Calabria) |

|                         |           |  |
| Barbuti 32’, 83’ (rig.) | Marcatori |  |

| Arbitro: | Baroni (Macerata) |

|  |           |             |
|  | Marcatori | 22’ Pessina |

| Arbitro: | Luci (Firenze) |

|                     |           |  |
| Pin 47’ Pessina 90’ | Marcatori |  |

| Arbitro: | Cerquoni (Macerata) |

|                                                |           |             |
| Ascagni 9’, 61’ De Falco 14’, 81’ Strukelj 22’ | Marcatori | 18’ Pessina |

| Forlì 19 dicembre 1982 14ª giornata | Forlì                    | 0 – 0 | SPAL | Stadio Tullo Morgagni\| Arbitro: \| Dall'Oca (Abbiategrasso) \| |
| Arbitro:                            | Dall'Oca (Abbiategrasso) |       |      |                                                                 |

| Piacenza 9 gennaio 1983 15ª giornata | Piacenza           | 0 – 0 | Forlì | Stadio Galleana\| Arbitro: \| Gabbrielli (Prato) \| |
| Arbitro:                             | Gabbrielli (Prato) |       |       |                                                     |

| Forlì 16 gennaio 1983 16ª giornata | Forlì          | 0 – 0 | Modena | Stadio Tullo Morgagni\| Arbitro: \| Mele (Bergamo) \| |
| Arbitro:                           | Mele (Bergamo) |       |        |                                                       |

| Arbitro: | Agnelli (Siena) |

|                 |           |  |
| Nuti 52’ (rig.) | Marcatori |  |

#### Girone di ritorno
| Arbitro: | Cassi (Pisa) |

|               |           |  |
| Luterotti 63’ | Marcatori |  |

| Forlì 6 febbraio 1983 19ª giornata | Forlì             | 0 – 0 | Padova | Stadio Tullo Morgagni\| Arbitro: \| Creati (Acireale) \| |
| Arbitro:                           | Creati (Acireale) |       |        |                                                          |

| Arbitro: | Baroni (Macerata) |

|              |           |  |
| Torresani 8’ | Marcatori |  |

| Arbitro: | Marascia (Roma) |

|           |           |  |
| Onofri 3’ | Marcatori |  |

| Arbitro: | Fassari (Catania) |

|             |           |             |
| Formoso 65’ | Marcatori | 36’ Pessina |

| Forlì 6 marzo 1983 23ª giornata | Forlì              | 0 – 0 | Rondinella | Stadio Tullo Morgagni\| Arbitro: \| D'Innocenzo (Roma) \| |
| Arbitro:                        | D'Innocenzo (Roma) |       |            |                                                           |

| Arbitro: | Basile (Siracusa) |

|                   |           |  |
| Messersì 53’, 61’ | Marcatori |  |

| Arbitro: | Galbiati (Monza) |

|  |           |              |
|  | Marcatori | 87’ Del Nero |

| Arbitro: | Creati (Acireale) |

|                |           |                |
| Cavagnetto 32’ | Marcatori | 61’ (rig.) Pin |

| Forlì 10 aprile 1983 27ª giornata | Forlì         | 0 – 0 | Parma | Stadio Tullo Morgagni\| Arbitro: \| Greco (Lecce) \| |
| Arbitro:                          | Greco (Lecce) |       |       |                                                      |

| Arbitro: | Dalfovo (Trento) |

|              |           |  |
| Pin 34’, 51’ | Marcatori |  |

| Arbitro: | Marascia (Roma) |

|                                         |           |  |
| Betz 37’ Cerrone 87’ Maruzzo 89’ (rig.) | Marcatori |  |

| Forlì 8 maggio 1983 30ª giornata | Forlì              | 0 – 0 | Triestina | Stadio Tullo Morgagni\| Arbitro: \| Gabbrielli (Prato) \| |
| Arbitro:                         | Gabbrielli (Prato) |       |           |                                                           |

| Arbitro: | Picchio (Macerata) |

|                          |           |  |
| Capuzzo 52’ Ferretti 59’ | Marcatori |  |

| Arbitro: | Fassani (Catania) |

|  |           |                    |
|  | Marcatori | 3’ (aut.) Andreoli |

| Arbitro: | Dal Forno (Ivrea) |

|             |           |  |
| Rabitti 50’ | Marcatori |  |

| Arbitro: | Da Pozzo (Monza) |

|  |           |            |
|  | Marcatori | 44’ Franca |

### Coppa Italia Serie C

#### Fase eliminatoria a gironi
| Arbitro: | Vecchiatini (Bologna) |

|  |           |             |
|  | Marcatori | 50’ Zanotti |

| Arbitro: | Scalise (Bologna) |

|                     |           |                                             |
| Pin 33’ Viviani 70’ | Marcatori | 8’ (aut.) Bertozzi 9’ Baldini 30’ Sacchetti |

| Arbitro: | Albertini (Voghera) |

|                              |           |                  |
| Della Monica 33’ Viviani 62’ | Marcatori | 80’ (aut.) Cunha |

| Forlì 1º settembre 1982 4ª giornata | Forlì         | 0 – 0 | Cattolica | Stadio Tullo Morgagni\| Arbitro: \| Isola (Parma) \| |
| Arbitro:                            | Isola (Parma) |       |           |                                                      |

| Arbitro: | Cerquoni (Macerata) |

|                |           |                 |
| Castronovo 75’ | Marcatori | 63’ Schincaglia |

| Arbitro: | Lussana (Bergamo) |

|                                   |           |             |
| Allievi 6’ Capra 23’ Messersì 48’ | Marcatori | 21’ Viviani |